# Emscote Motor

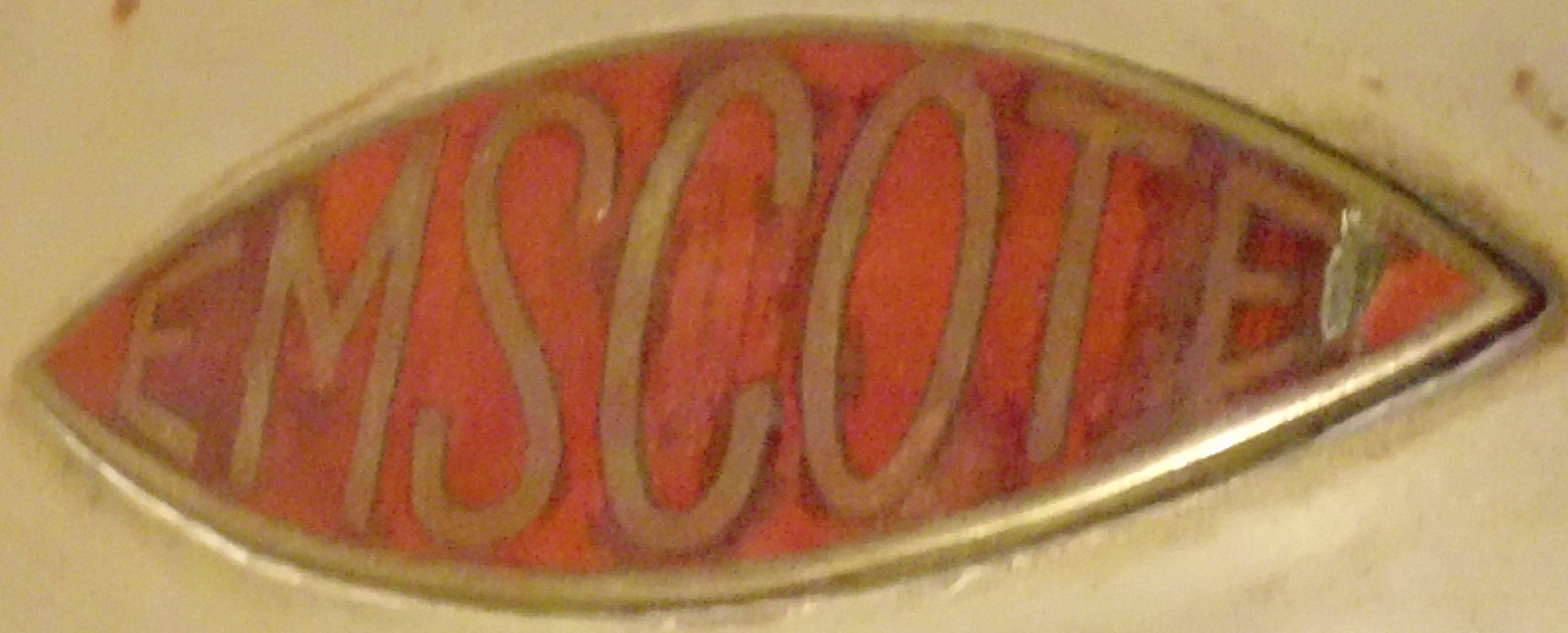
Emblem

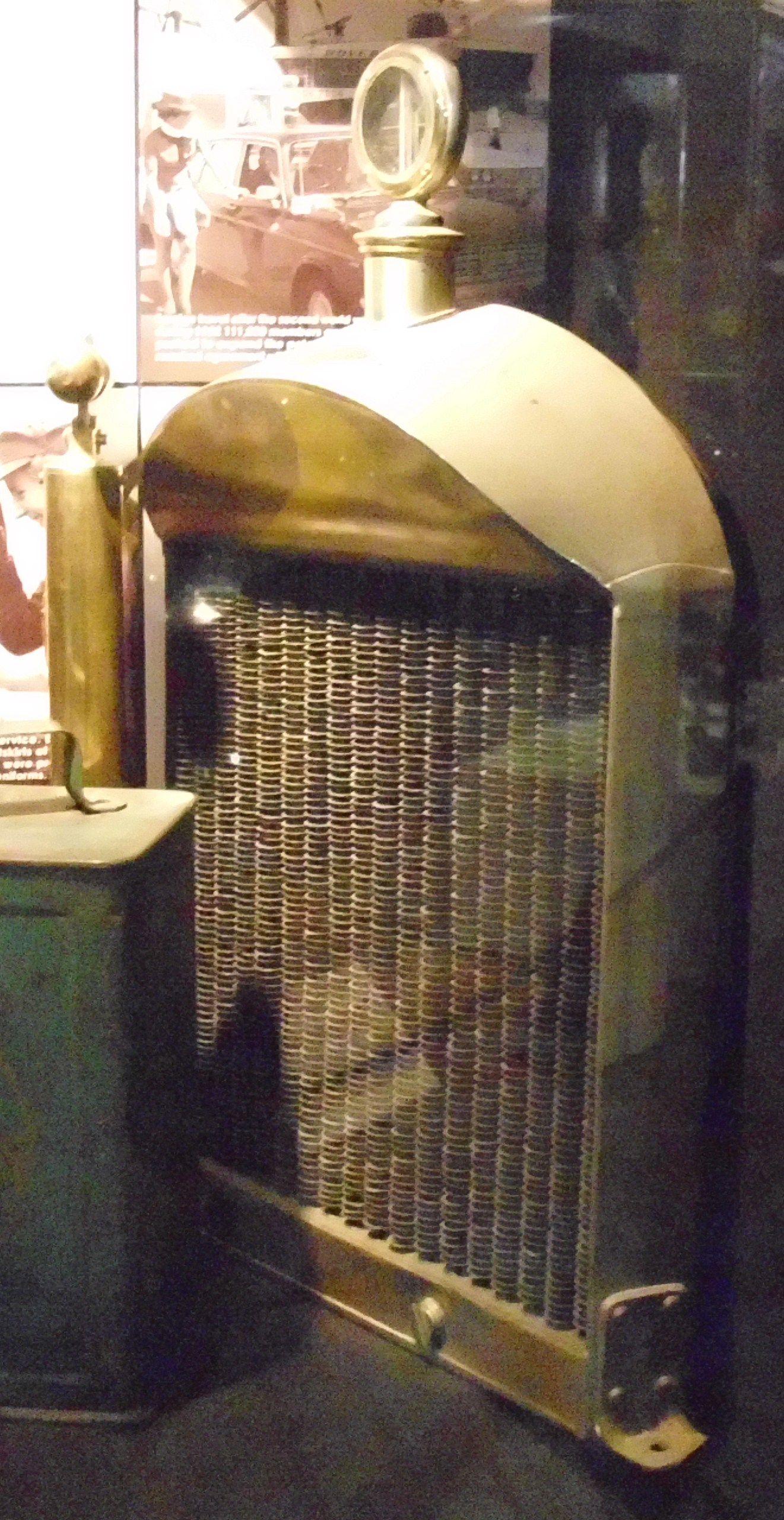
Kühlergrill

Die Emscote Motor Co. Ltd. war ein britischer Automobilhersteller, der von 1920 bis 1921 in Warwick ansässig war.

## Unternehmen
Das Unternehmen wurde vom belgischstämmigen Charles A. Seelhoff (1893–?) und einem Mr. Marlowe gegründet.
Angeboten wurden zwei Leichtfahrzeuge. Der Emscote 8/10 hp mit V2-Motor von J.A.P. besaß eine Leistung von 10 bhp (7,4 kW). Dabei handelt es sich möglicherweise um ein Cyclecar. Ein etwas stärkeres Fahrzeug wurde mit 11,9 bhp (8,9 kW) angeboten. Es ist unklar, ob sich diese Angabe auf ein zweites Modell oder eine Motoren-Option bezieht.
Zwischen 1920 und Anfang 1921 entstanden etwa 250 Fahrzeuge.
An einer außerordentlichen Hauptversammlung am 22. Oktober wurde die freiwillige Liquidation des Unternehmens beschlossen, weil es seinen Verpflichtungen nicht mehr nachkommen konnte. John Firminger aus Coventry wurde mit der Abwicklung beauftragt.
Eine dieser nicht mehr zu erfüllenden Verpflichtungen betraf die Annahme einer größeren Bestellung von Getrieben. Für deren Herstellerin, die Marseal Motors Limited, war dies der Anlass, ihrerseits Automobile  herzustellen, weil sie diese Getriebe nur so verwerten konnte. Seelhoff war auch an diesem Unternehmen beteiligt.